# Eberhard (azienda)
 La Maison Eberhard & Co. è un'azienda di alta orologeria svizzera, fondata nel 1887 a La Chaux-de-Fonds da Georges-Lucien Eberhard.

## Storia

### Dalla fondazione al 1950

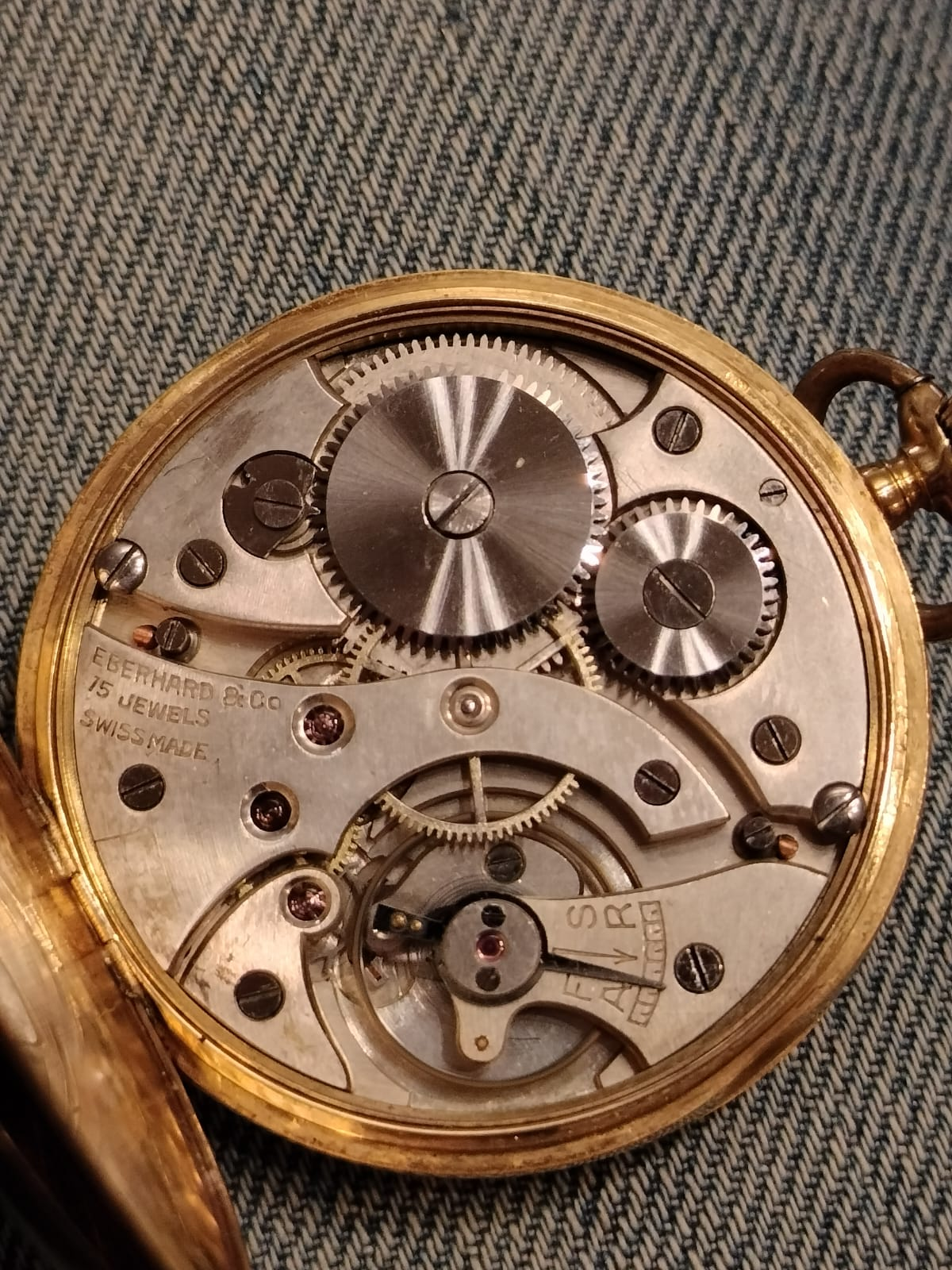
Movimento a carica manuale Eberhard incassato in un orologio da tasca

Fondata nel 1887 da Georges-Lucien Eberhard, un artigiano dell'orologeria di 22 anni nato a Saint-Imier nel 1865, l'azienda inaugura il primo stabilimento nel 1907 in via Léopold Robert sempre a La Chaux-de-Fonds. Nel 1919 lancia il suo primo cronografo monopulsante da polso.
Negli anni trenta, con alla guida il figlio, Maurice Eberhard, amante dell'Italia al punto da andare a Napoli per comprarsi le camicie, produce nuovi cronografi automatici, scelti come segno distintivo per gli ufficiali della Regia Marina Militare del Regno d'Italia. In questo stesso periodo un cronografo da taschino della Maison era stato scelto da Tazio Nuvolari durante le sue prodezze automobilistiche: il rapporto tra il "mantovano volante" e la Maison di La Chaux-de-Fonds verrà ripreso a inizio anni novanta con la realizzazione di una linea di orologi dedicata proprio al pilota lombardo.

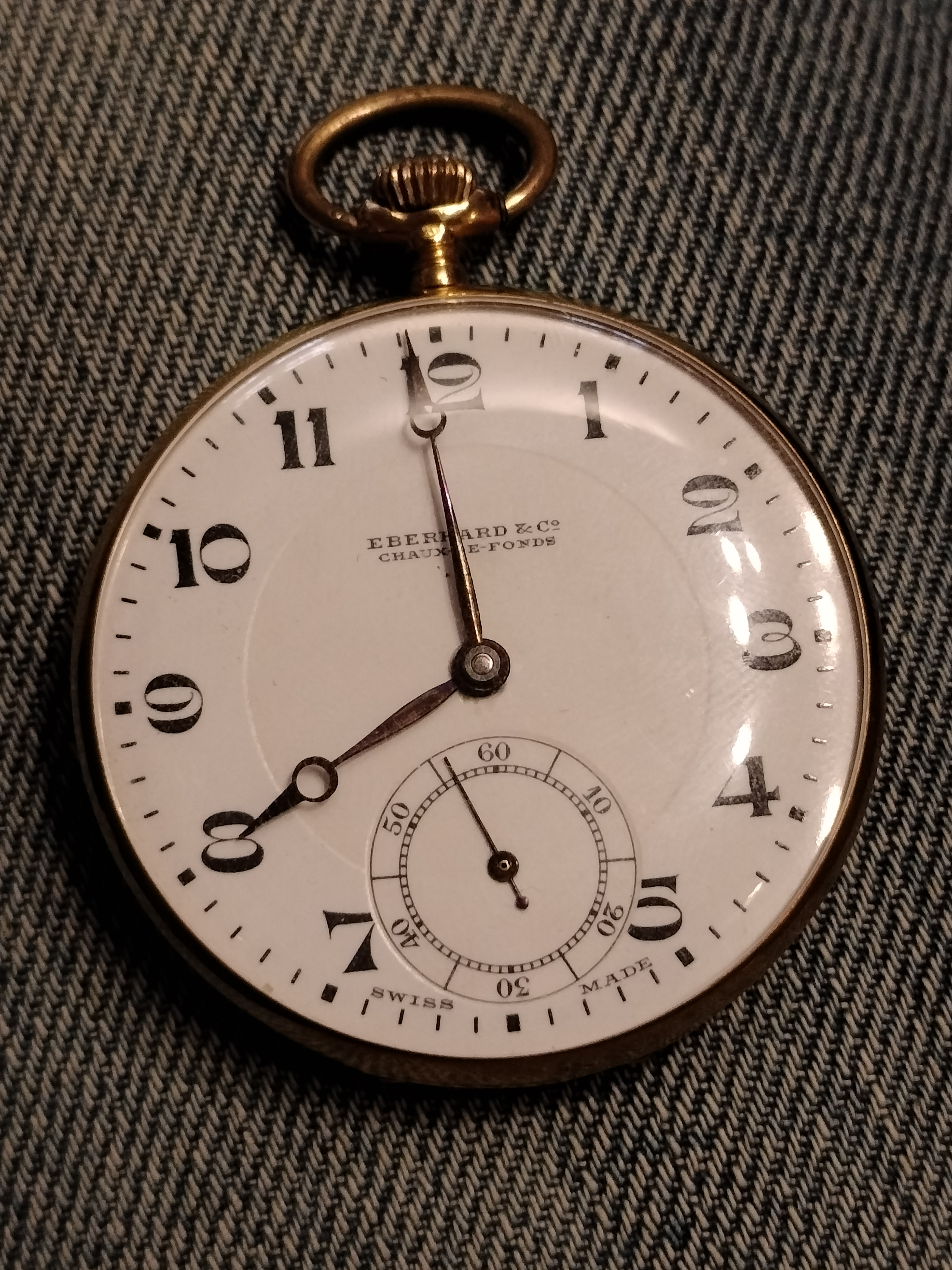
Eberhard da tasca, fine anni venti - primi anni trenta

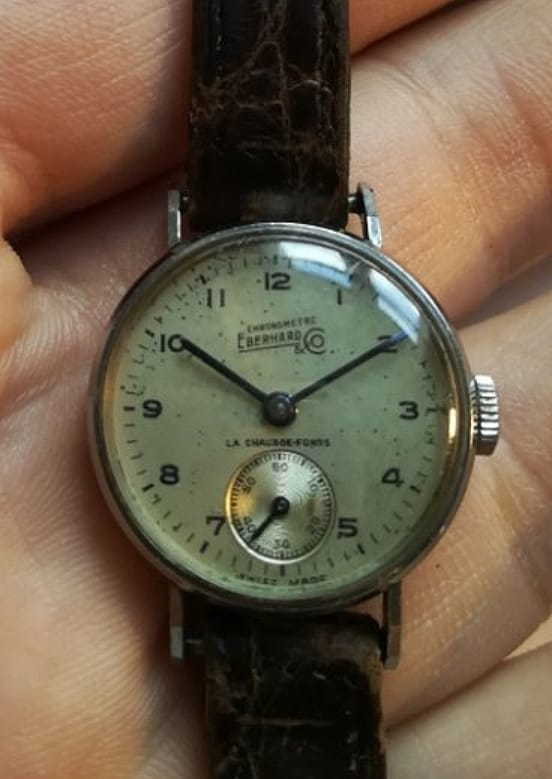
Eberhard a carica manuale con cassa in acciaio risalente ai primi anni '40

Nel 1935 viene lanciato sul mercato un crono a due pulsanti, chiamato 16000 (o 1600) basato sul Valjoux 65, molto ben rifinito, di dimensioni generose in quanto con un diametro di 36 millimetri. Contestualmente vengono realizzati anche cronografi con complicazione flyback. L’interesse verso la cronografia spinse la Casa a proporre, entro la fine del decennio, anche il crono “tri-compax” (con tre sotto contatori) e un rattrapante, in grado di cronometrare due eventi iniziati nello stesso istante, ma di differente durata.
La serie di cronografi Extra Fort è introdotta negli anni quaranta. Il nome serviva a far capire che la cassa in oro era più robusta dei suoi predecessori, la cui maggior sottigliezza della cassa ne causava flessioni. Peculiarità dell'Extra Fort era poi la sua configurazione a due pulsanti, con il pulsante a ore 2 che si occupava delle funzioni di start, stop e reset, mentre il pulsante a ore 4 era “a slitta”: slittando verso l’alto faceva interrompere il movimento della sfera dei secondi cronografici. Nei primi anni Cinquanta viene introdotto anche un nuovo calibro cronografico, il 14000, da 34 millimetri di diametro. In questo decennio

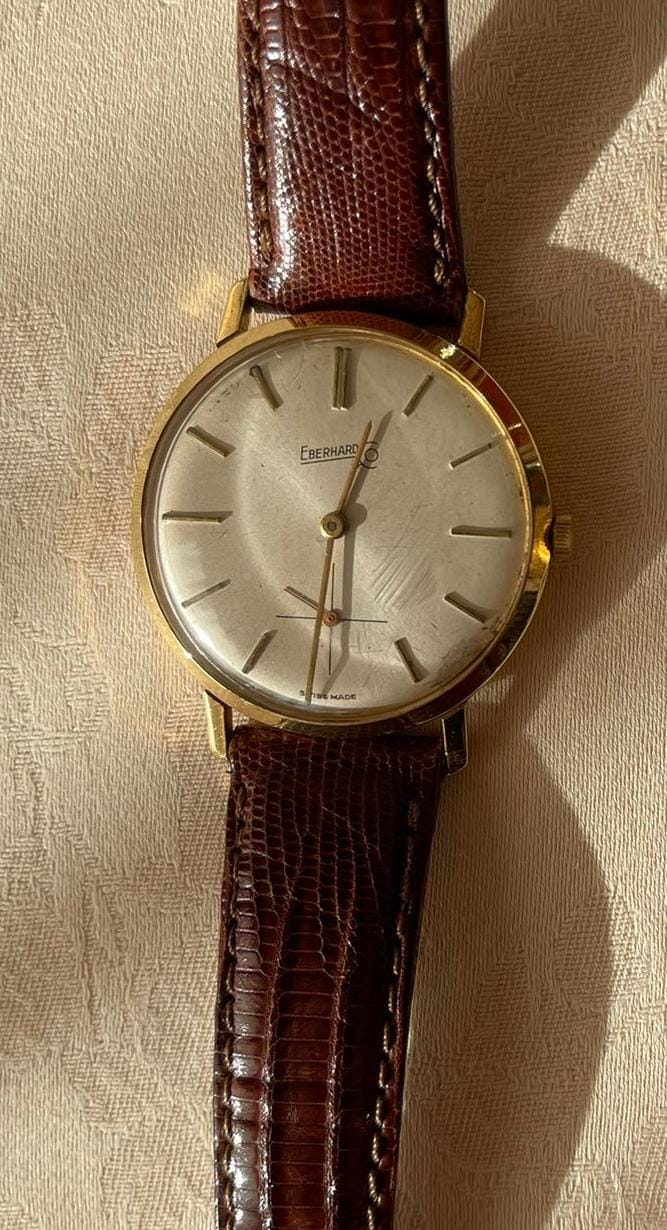
Eberhard in oro a carica manuale, anni '60 circa

il modello solo tempo da polso più diffuso era l'Eberhard mod 30, chiamato così perché riporta la cifra 30 a fianco del marchio. Si tratta di un orologio con piccoli secondi a ore sei, e la maggior parte dei modelli prodotti sono placcati in oro e il movimento a carica manuale adottato era l'Eberhard 137, derivato da meccaniche Zenith. 

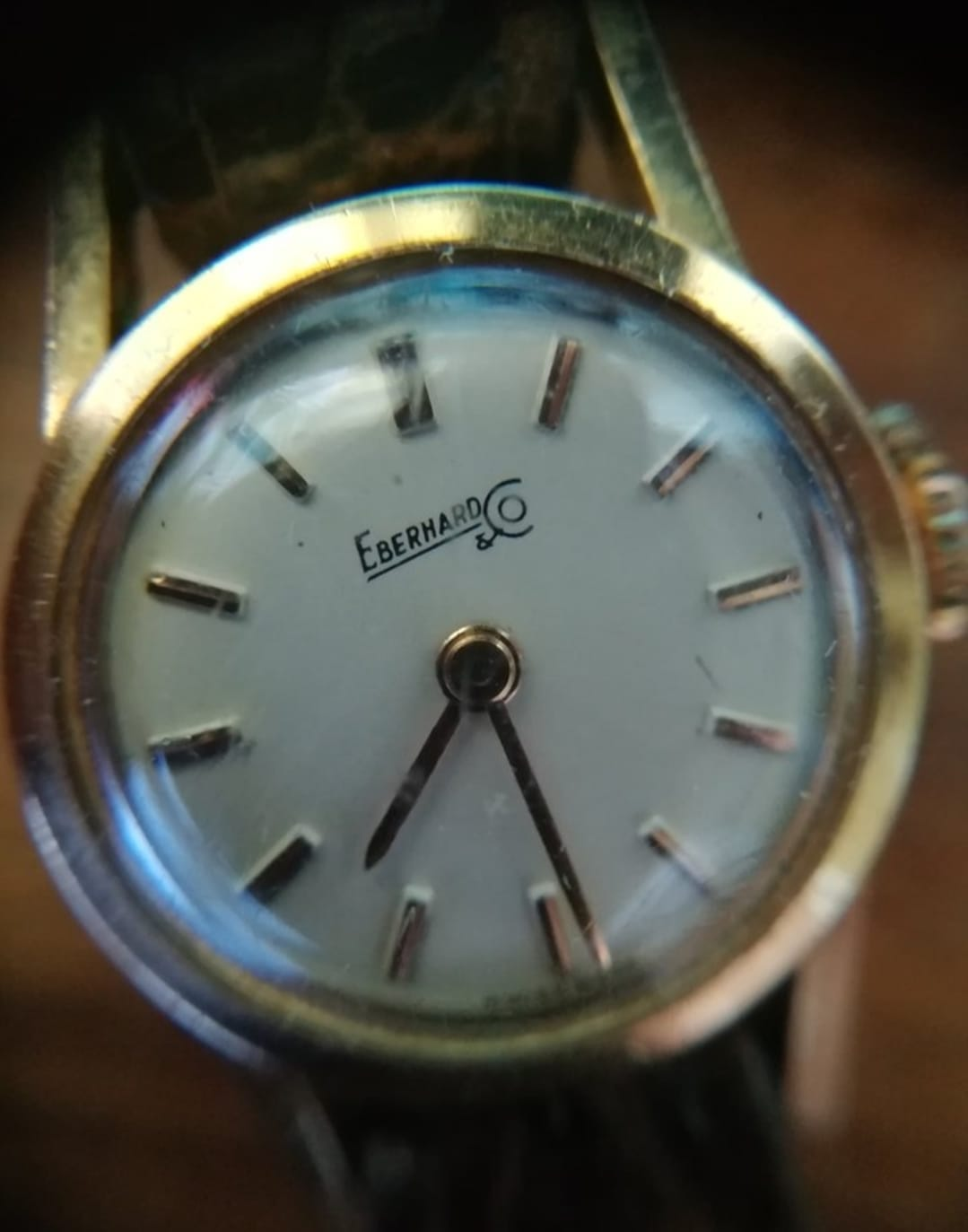
Eberhard in oro a carica manuale da donna ref. 498-952 risalente ai primi anni '60

Nel 1957 viene presentato il Contodat, primo cronografo al mondo con datario visibile in una sola finestra: erano già stati lanciati vari cronografi di altre marche con gran data, con datario periferico o con subdial, mentre nessuno aveva mai realizzato un crono con datario digitale in un'unica finestra. Questo segnatempo monta il calibro 310/82, figlio di uno dei più belli di sempre, il 310/8, realizzato per Eberhard da Depraz, e già montato sugli Extra Fort coevi. 
Sulla fine del decennio, la casa presenta anche il suo primo subacqueo, lo Scafograf, inizialmente impermeabile a 100 metri, con indici al 3, 6, 9 e 12 triangolari, rilanciato in versione “heritage” nel 2021, e chiamata per l’appunto “Scafograf 1959”, impermeabile a 300 metri.

### 1960 - 1980

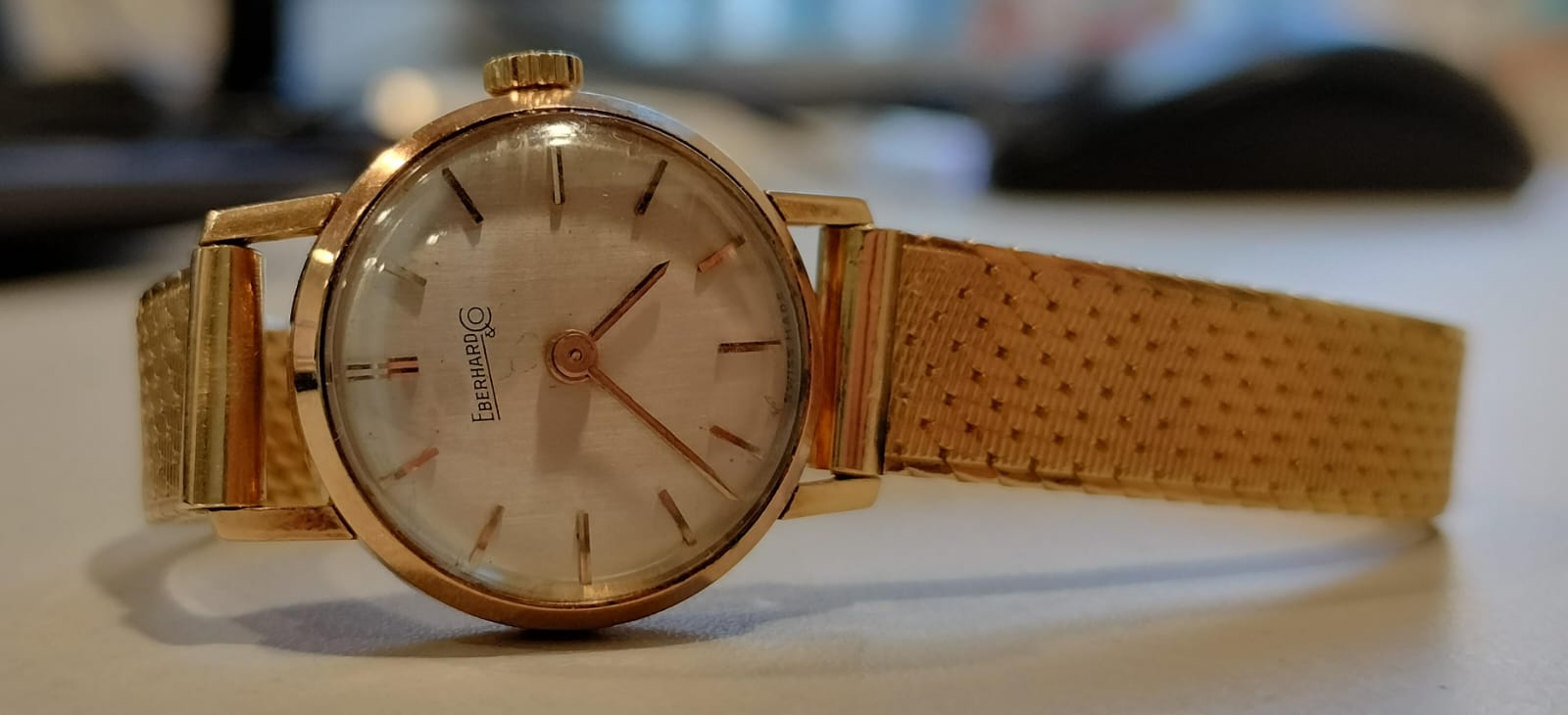
Eberhard in oro a carica manuale da donna ref. 5596-273, primi anni '60

A inizio anni Sessanta lo Scafograf viene reso impermeabile fino a 200 metri. Nello stesso periodo
l'Extra Fort viene poi affiancato da un crono più sportivo, il Contograf, che otterrà un notevole successo, tanto che il modello, aggiornato, è presente a catalogo ancora oggi.
Nel 1961 la Maison provvede inoltre a lanciare sul mercato un segnatempo resistente ai campi magnetici: ecco che, come avevano già fatto Omega con il Railmaster, Rolex con il Milgauss e IWC con l'Ingenieur, Eberhard propone al pubblico lo Scientigraf, resistente all’elettromagnetismo grazie all’adozione della gabbia di Faraday, e contraddistinto dagli stessi indici triangolari già visti sullo Scafograf, che dal 1964 diventa impermeabile a 300 metri.
La casa di La Chaux-de-Fonds inoltre non trascura neppure il pubblico femminile, con la produzione di classici "nanette" in oro dalle dimensioni estremamente contenute (spesso con casse dal diametro inferiore ai 20 mm).
Alla fine degli anni sessanta, dopo la morte della figlia e del genero in un incidente stradale in Italia, Maurice Eberhard incontra qualche difficoltà finanziaria e tratta con le banche per cedere l'azienda. La rileva nel 1969 Palmiro Monti, già distributore italiano della casa, un lombardo trentenne di Cermenate, studi di ragioneria e famiglia benestante.

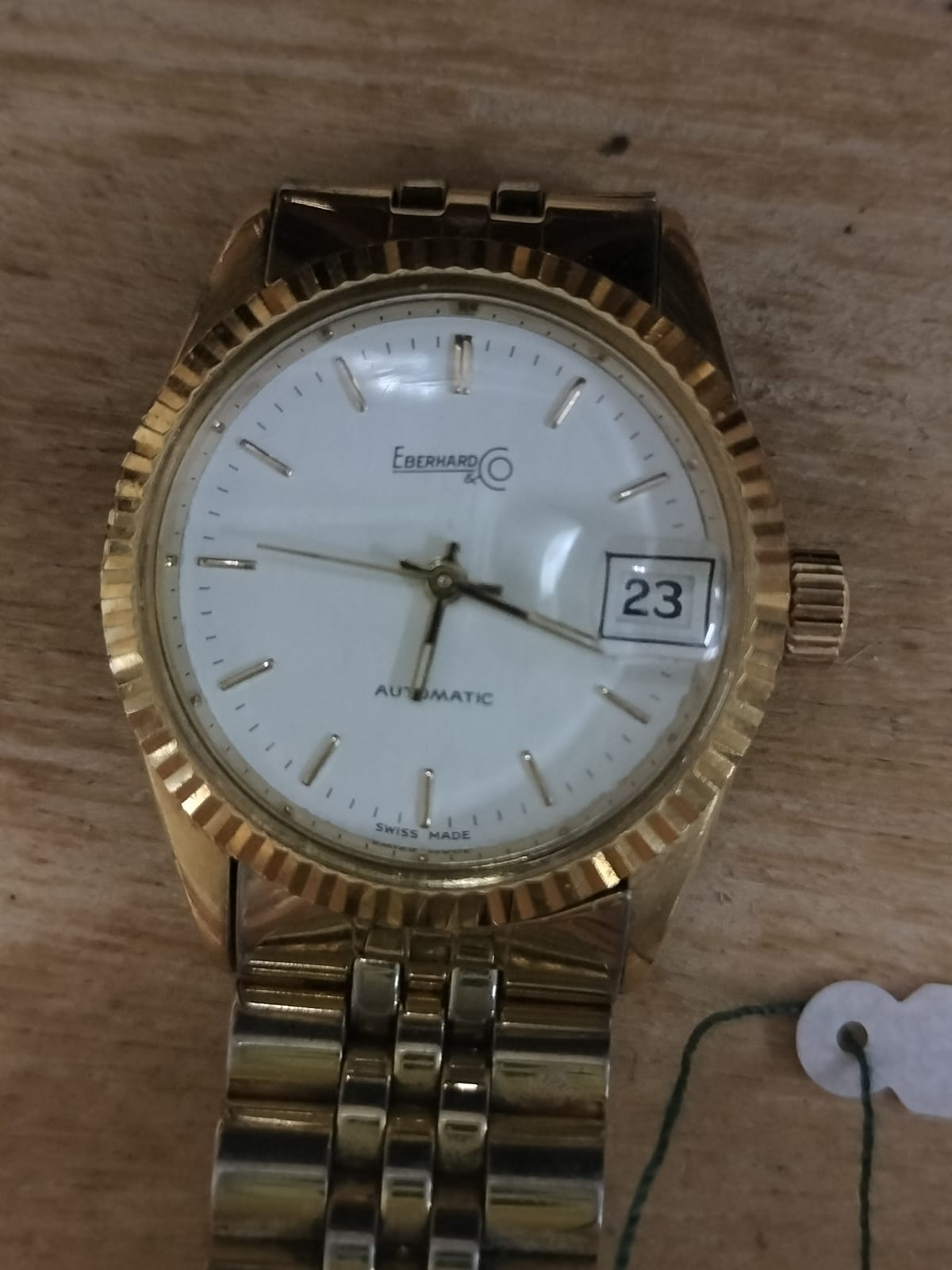
Eberhard anni ottanta, il cui design riprende quello del Rolex Datejust

I due decenni successivi saranno decisamente duri per Eberhard, come per numerose altre case orologiere svizzere. Nonostante ciò, la casa di La-Chaux de Fonds, già unitasi a inizio anni sessanta nel consorzio CEH (Centro Elettronico Orologiero), adotta il calibro BETA21, che segue di poco il primo quarzo della storia dell’orologeria, il Seiko Astron. A differenza del quarzo giapponese, il BETA21 sarà un flop per tutte le aziende che lo adotteranno, dimostrandosi troppo complesso, costoso da produrre e difficile da riparare, ma si tratterà per sempre di un punto di partenza nell’adozione dei movimenti a batteria. Dal punto di vista dello stile degli orologi, negli anni ’70 Eberhard realizza orologi che riprendono lo stile di Rolex Datejust, Cartier Tank e Royal Oak (questi ultimi chiamati Eberhard Ring, con chiaro riferimento all'anello-ghiera ottagonale), dei veri e propri hommage.
Di maggior successo è invece la linea di orologi al quarzo Sirio, spesso proposto in dual-tone acciaio e oro e con dimensioni comprese fra i 25 e i 30mm circa. La peculiarità è quella di proporre una ghiera poligonale recante i numeri romani. Buona parte dei segnatempo del periodo vengono venduti con la scritta Royal Quartz sul quadrante.

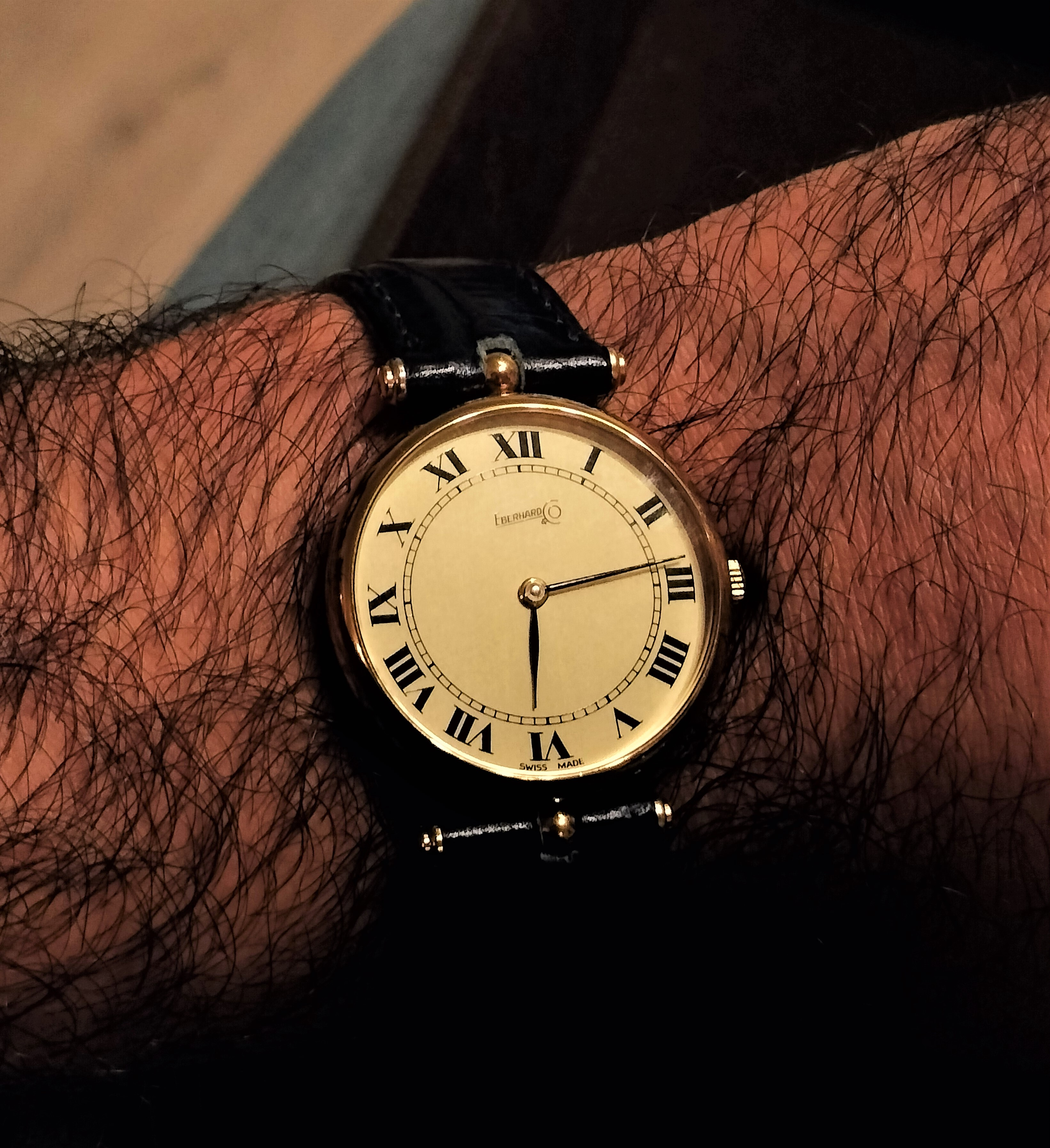
Eberhard in oro da polso a carica manuale, circa anni ottanta

Eberhard lega il suo nome a manifestazioni sportive, come il mondo velico, lanciando l'Azzurra America's Cup, un segnatempo da regata.
Nella seconda metà degli anni ottanta si riaccende, almeno in parte, la passione per gli orologi meccanici: è così che la casa di La-Chaux-de Fonds realizza l’Eberhard Replica, una riproduzione del cronografo anni trenta fornito dalla Maison alla Regia Marina Militare Italiana, declinato in varie versioni con cassa in oro, argento o vermeil. Molti dei calibri incassati (Lemania, Valjoux ed Excelsior Park a seconda dei casi) non erano altro che giacenze di magazzino della Maison che venivano montati in casse moderne. Alcuni di questi segnatempo aggiungevano alle funzioni crono anche le indicazioni del calendario completo adottando il più recente Valjoux 7761.
Il legame tra velocità e case orologiere non può non toccare anche Eberhard, che nel 1986 lancia il Chronomaster Frecce Tricolori in versione cronografo, crono GMT, solo tempo e GMT, che tra l’altro fu uno dei primi orologi della casa a montare la corona “marignan”, priva della classica zigrinatura e con al suo posto delle piccole sfere che ne consentono una migliore presa. Questo segna tempo è stato prodotto anche in ragione del rinnovato entusiasmo del mercato nei confronti dei cronografi a carica automatica, dal momento che i concorrenti Breitling Chronomat e Paul Picot U BOOT (datati 1984 e 1985) stavano riscontrando un notevole successo.
Del 1987 è il Navymaster, altro cronografo, realizzato, questo, per celebrare il centesimo anniversario dell’azienda. Altri cronografi di questo periodo sono il Mareoscope, con complicazione del ciclo delle maree, e il Diascope, con indicazione del secondo fuso orario, entrambi facenti parte della collezione Champion, caratterizzata anche da cronografi classici.
Un altro segnatempo d'ispirazione marinara è lo Scafomaster, nato sempre a fine anni ottanta e con la ghiera (di foggia simile a quella del Chronomaster Frecce Tricolori), la quale riporta la rosa dei venti, i punti cardinali e i gradi, per poter memorizzare la rotta, sapere da che parte soffia il vento o calcolare il tempo trascorso di una gara.
A fine anni ottanta Eberhard realizza la collezione Chance, un modello elegante e rotondo privo di anse proposto in materiale pregiato.

### 1990

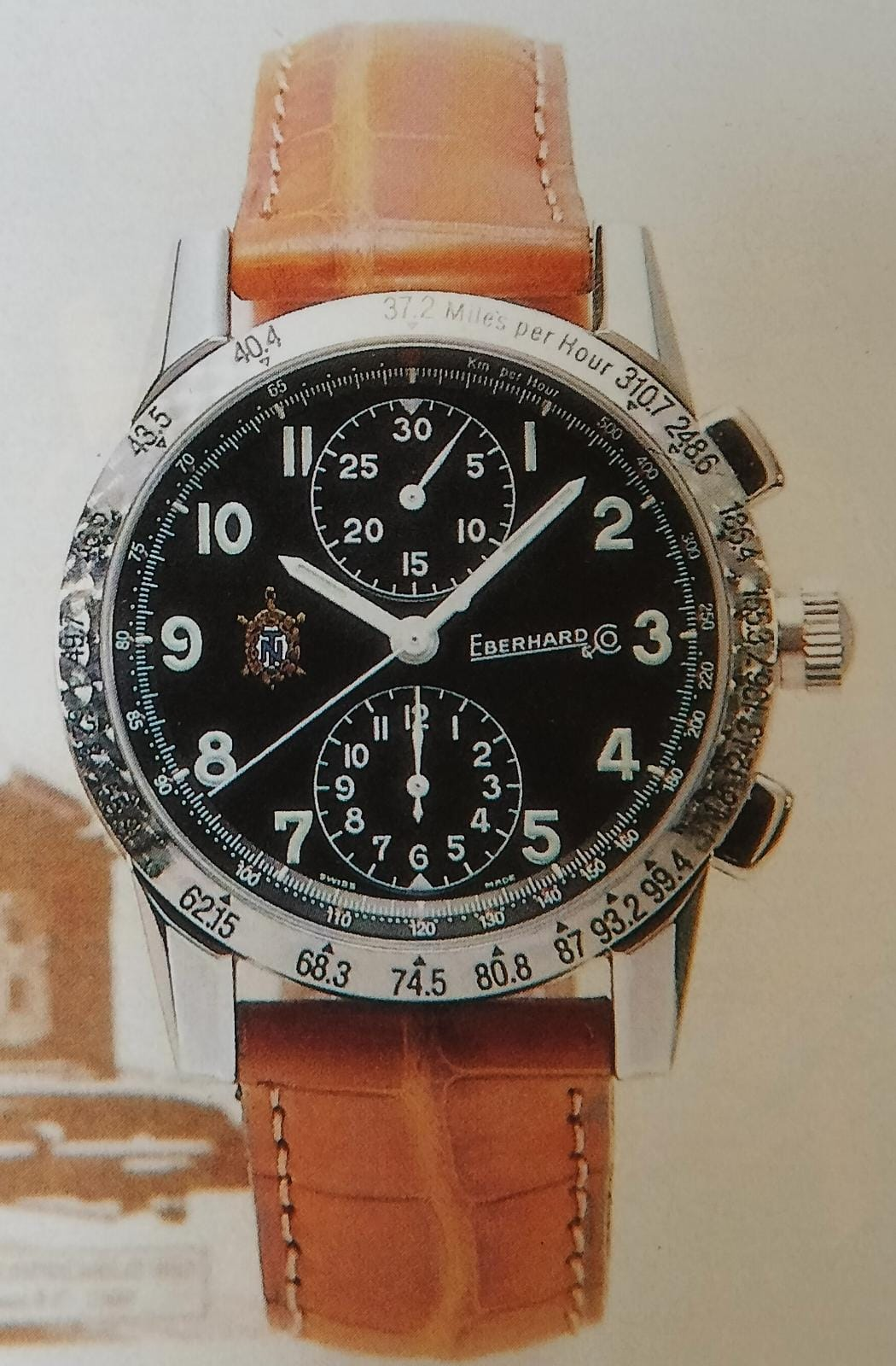
Eberhard Tazio Nuvolari prima serie "tartaruga aperta", primi anni '90

È stato presentato a novembre 1991 il Tazio Nuvolari, un cronografo bi-compax, animato da un Valjoux 7750 a cui mancano i piccoli secondi continui, con contatori al 6 e al 12 dalla misura inferiore ai 40 mm e riportante sul quadrante a ore 9 una tartaruga, recante, sul carapace, le iniziali del leggendario pilota mantovano (riproduzione del simbolo che il poeta Gabriele D'Annunzio donò a Nuvolari), mentre sul fondello era riprodotta la firma del pilota. Questo modello è presentato anche in versione da tasca. Particolarmente interessante è la vicenda legata a questo simbolo: le prime referenze del Nuvolari, infatti, proponevano la tartaruga cosiddetta “aperta”, quindi con testa e zampe visibili, che tuttavia ben presto dovette lasciare spazio al semplice carapace in quanto la Maison Certina anni prima aveva registrato il logo della tartaruga per contraddistinguere i propri segnatempo caratterizzati da un sistema di impermeabilizzazione della cassa chiamato DS (cioè Double Security) ed esistente tutt’oggi. Ragion per cui i Nuvolari cosiddetti “a tartaruga aperta” sono oggi piuttosto ricercati. Nel corso dei decenni questo orologio è stato declinato in varie versioni, con funzione rattrapante, con l’aggiunta di un terzo sotto quadrante, solo tempo, e anche in versione “Mouvement Gravé”, cioè con calibro interamente inciso e visibile dal fondello a vista. Il legame tra Eberhard e Nuvolari però non è casuale: si dice, infatti, che il “mantovano volante” possedesse un cronografo Eberhard. Questo sodalizio è testimoniato anche dalla partnership che la Maison di La-Chaux-de-Fonds ha instaurato con il Gran Premio Nuvolari fin dalla sua origine, che da oltre 30 anni coinvolge autovetture storiche per lo svolgimento di una gara di regolarità.
Nel 1993 nasce il Quadrangolo, orologio automatico, anche cronografo, con cassa di forma e corona appositamente brevettata chiamata “sabord”, dotata di clip che ne garantisce impermeabilità ed elevata robustezza. Coeva è pure la collezione Les Courbees, con cassa rettangolare. Nello stesso periodo è stata presentata anche la linea Les Quantiemes, contraddistinta da dress watch al quarzo o automatici di dimensioni contenute, con cassa in materiale pregiato e la complicazione del calendario, in alcune varianti anche perpetuo, leggibile attraverso i subdials rotondi in linea con la moda dell’epoca.
Nel 1996 Eberhard lancia un orologio solo tempo a carica manuale: il Traversetolo, prodotto ancora oggi, un dress watch con vaghe ispirazioni da field watch, declinato in tantissime versioni diverse (anche cronografo), e animato, nella sua versione solo tempo, da un Unitas. La storia del Traversetolo è una storia di amicizia che intercorreva tra la Maison di La Chaux-de-Fonds e il proprietario di una gioielleria di Traversetolo, in provincia di Parma, che perse la vita durante una rapina all’interno del suo negozio, e per questo motivo Eberhard decise di inserire in collezione un segnatempo con questo nome, a ricordo dell'amico tragicamente scomparso.

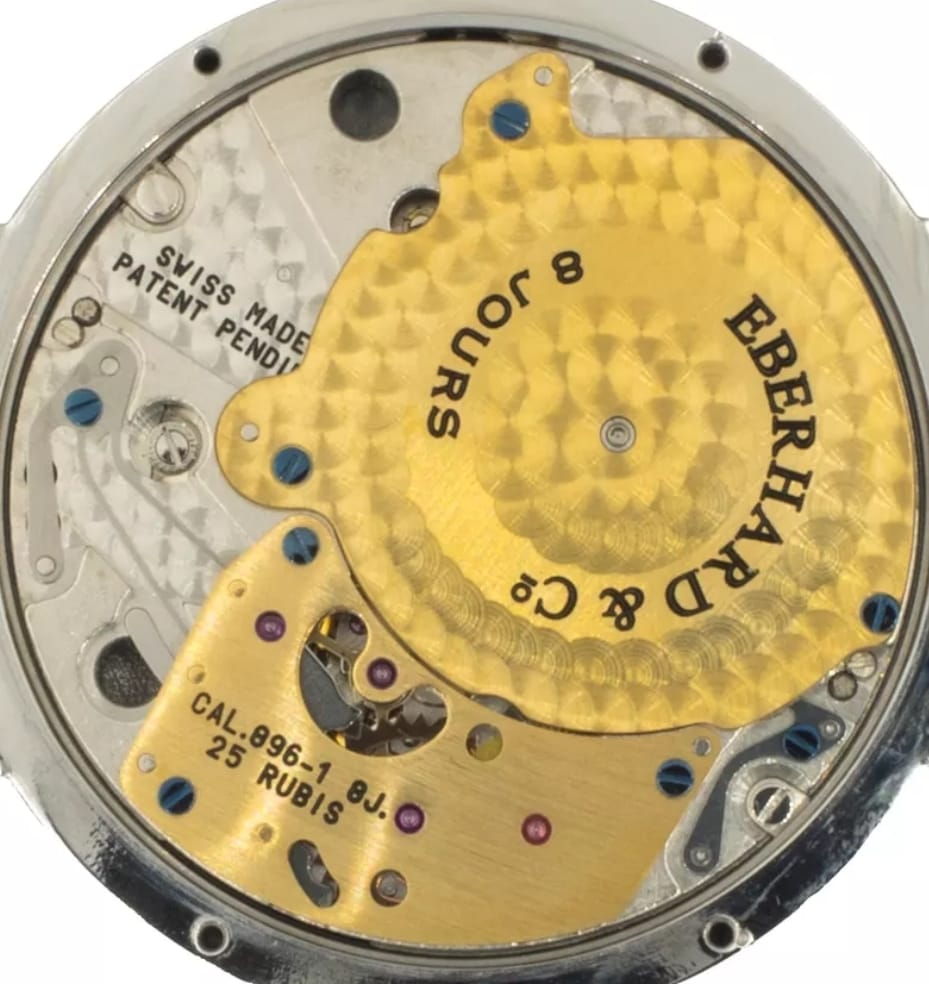
Movimento Eberhard 896-1, formato dal Peseux 7001 a cui è aggiunta una grande spirale (sotto la piastra circolare) che gli garantisce otto giorni di riserva di carica

È dell’anno seguente l'8 Jours, un altro solo tempo manuale con indicatore di riserva di carica che garantisce, come intuibile dal nome, una riserva di carica di ben 8 giorni, resa possibile da grande bariletto e due molle sovrapposte per una lunghezza totale di circa un metro e mezzo. Il calibro manuale ETA Peseux 7001 (chiamato Eberhard 896) è stato in questo caso pesantemente modificato per consentire l’alloggio del bariletto. L'orologio viene ingrandito nel 2008 (portato ai 41 mm rispetto ai 39 originari e ribattezzato Grande Taille) e poi ulteriormente rinfrescato nell'estetica nel 2023.
Per il pubblico femminile viene presentata invece la collezione Desirée, una via di mezzo tra un segnatempo e un bracciale.

### 2000-2020

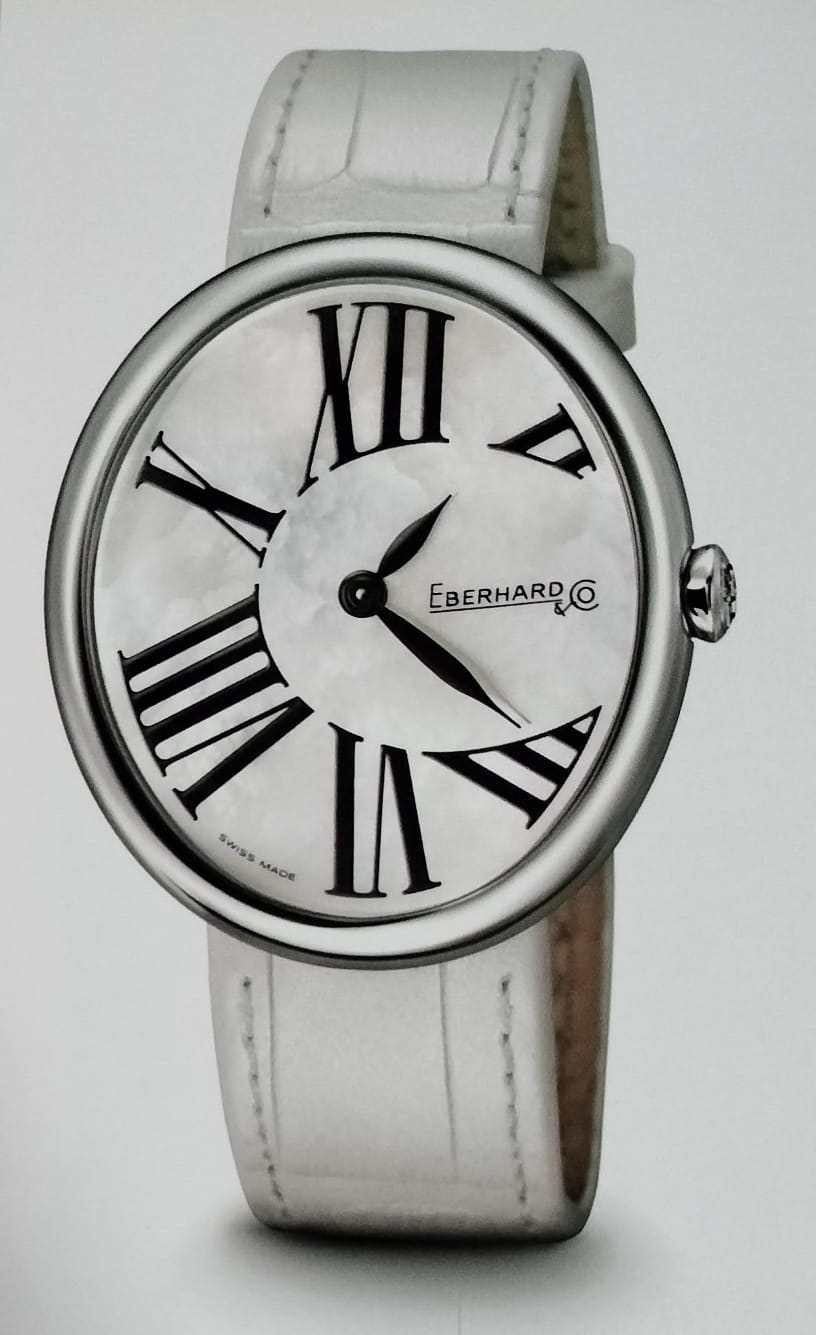
Eberhard Gilda da donna, anni Duemiladieci circa

Con l’avvento del Nuovo Millennio, viene presentata una riedizione dell'Extra Fort e soprattutto il Chrono4, nato nel 2001, un cronografo mai visto prima e nel suo piccolo rivoluzionario, animato da un movimento automatico ETA 2894 modificato dalla casa, che propone 4 sotto contatori allineati. Questa soluzione, brevettata da Eberhard, risulta ancora oggi unica nel suo genere. Il Chrono4 ottenne talmente successo che venne declinato in varie versioni nel corso degli anni, come il Bellissimo, più elegante, anche con fondello a vista, il Grande Taille, da 43 mm di diametro, il Géant, una variante con impermeabilità a 100 metri contro i 50 degli altri, e il Temerario, con cassa tonneau, i subdials disposti verticalmente e corona e pulsanti tipo “bullhead”, cioè con corona al 12 e pulsanti delle funzioni crono a ore 11 e a ore 1, risultato ottenuto ruotando il calibro di 90 gradi. Come modello prettamente femminile viene presentata la collezione Gilda. Nel 2003 la linea Tazio Nuvolari si amplia inserendo il modello Vanderbilt Cup.
Nel 2007 il 120º anniversario della Maison viene celebrato con un cronografo commemorativo con datario e giorno della settimana, ref. 31120.
Nel 2012 si è festeggiato il 125º anniversario della maison di La Chaux-de-Fonds e viene realizzato in edizione limitata un cronografo Extra Fort con indici a bastoncino tranne i numeri 1, 2 e 5, applicati in numeri arabi, con cassa in acciaio o oro e con quadrante bianco o nero.
Nel 2017 l'azienda ha festeggiato i 130 anni con una serie di iniziative tra cui la pubblicazione di un libro, "L'arte di sfidare il tempo". Per questo anniversario è stato presentato anche un Chrono4 130ème Anniversaire.
All'inizio del 2019 l'azienda, guidata da anni dalla figlia di Palmiro Monti, Barbara, e da Mario Peserico ha deciso di tornare nella sede storica di La Chaux-de-Fonds, un palazzo barocco edificato dal fondatore e chiamato la Maison de l'Aigle per la riproduzione di un'aquila in cima alla cupola dello stabile. Nello stesso edificio viene aperto anche il museo di casa Eberhard.
L’affinità col mondo delle corse viene inoltre rinnovata non solo con i più recenti modelli della collezione Nuvolari, ma anche con dei cronografi celebrativi di Alfa Romeo, come il Quadrifoglio Verde, del 2019, la versione celebrativa dei 110 anni della Casa del biscione e il Chrono4 Géant Giulia GTA, del 2021.
La passione per le auto è dimostrata anche dal fatto che, recentemente, la maison di La Chaux-de-Fonds è diventata partner e cronometrista ufficiale della Winter Marathon.
Sempre nel 2019 viene presentato il modello 1887 Remontage Manuel, con meccanismo a carica manuale EB140, basato su un Sellita SW-200, ma fortemente rimaneggiato e ridisegnato. A ribadire il legame tra Eberhard e l'artigianalità italiana, il cinturino viene proposto anche in seta jacquard realizzato dal cravattificio Ulturale.
Nel 2021 è stata la volta del tributo allo Scientigraf: è infatti stata presentata una versione celebrativa del segnatempo con cassa da 41 mm, 100 metri di impermeabilità e calibro automatico Sellita SW-300. La linea Scientigraf inoltre si è ampliata nel 2023 anche con la commercializzazione della variante cronografica. Sempre nel 2021 si è celebrato il ventesimo anniversario del Chrono4, per il quale è stata realizzata la versione speciale Chrono4 21-42.
Il 135º compleanno viene festeggiato nel 2022 con un'edizione celebrativa dello Scafograf in acciaio con trattamento DLC nero e cinturino in gomma nera. Solo 135 gli esemplari prodotti di questo modello.
Anche la collezione Tazio Nuvolari è stata ampliata: oltre al classico cronografo presentato nel 1991, infatti, è stato introdotto anche il Gold Car Collection, con massa oscillante decorata con la riproduzione, in oro, di un'Alfa Romeo Tipo C; il Nuvolari Legend, con scala tachimetrica a chioccola; il Rattrapante; il Vanderbilt Cup ed altri, anche solotempo (come il Nuvolari Automatic) e da tavolo.
Realizza anche per Sergio Bonelli Editore diversi modelli realizzati ad hoc e celebrativi degli eroi delle serie a fumetti Tex (chiamato Chrono 4 Pards e raffigurante i volti di Tex, Kit Willer, Kit Carson e Tiger Jack) e Zagor (un modello della linea Champion V).
Nel 2024 la collezione 1887 è stata ampliata con un cronografo dal taglio elegante, che presenta la scala telemetrica sul rehaut e la scala tachimetrica a chiocciola. Si tratta di un modello flyback con due pulsanti: uno a ore 2 e l'altro coassiale alla corona di carica. Questo modello è stato proposto in una versione a carica manuale in edizione limitata (alimentata dal calibro EB 280) e in altri modelli, non limitati, automatici (mossi dal movimento EB 380).

## I prodotti

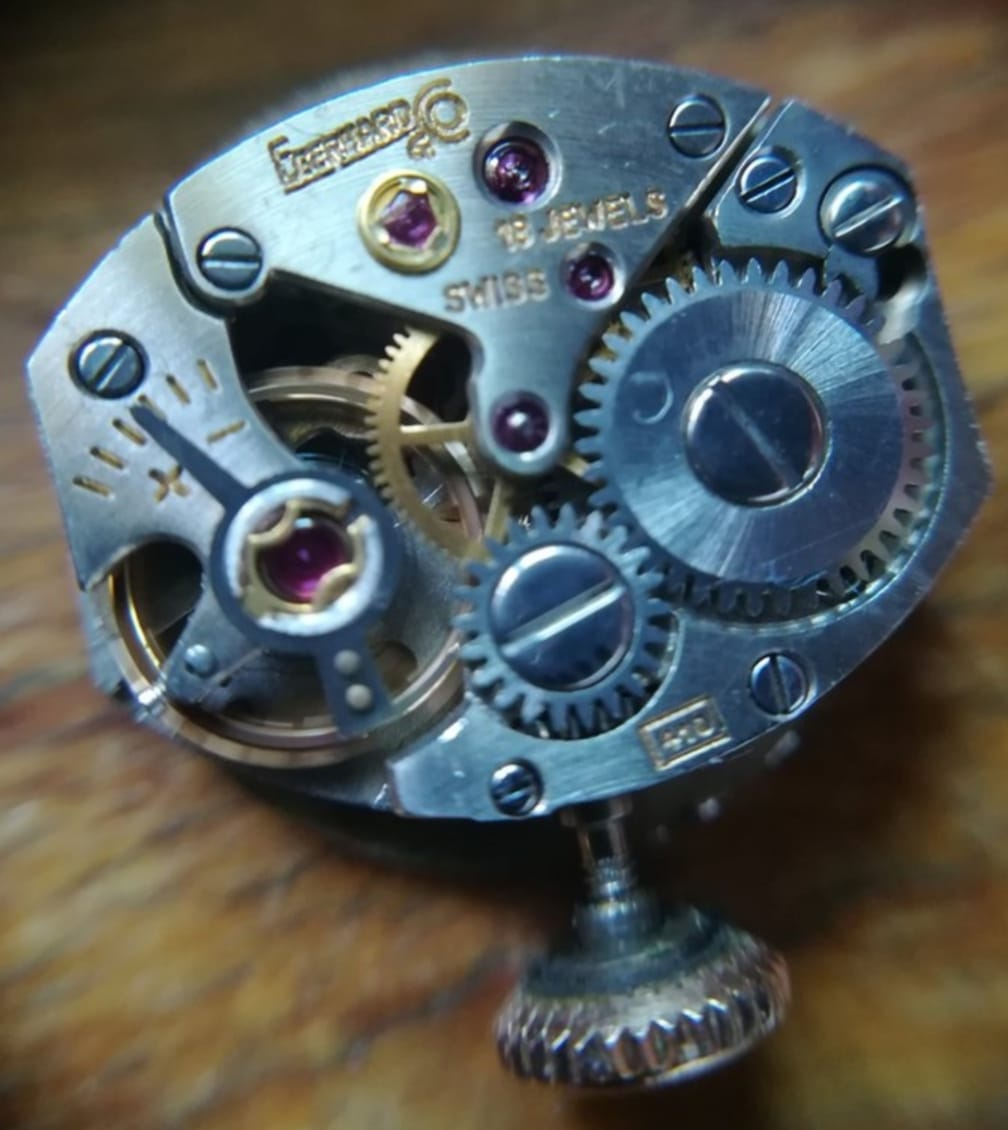
Calibro AS 1017 a carica manuale personalizzato da Eberhard, anni '60

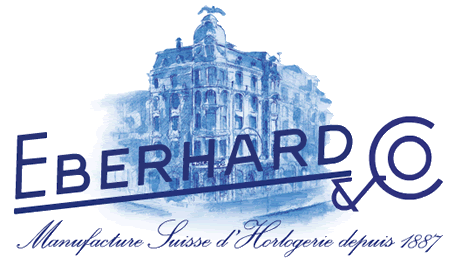
Logo Eberhard

Nel 2018 sono circa 16.000 gli orologi prodotti. Tra i modelli di rilievo il Traversetolo, solo tempo a carica manuale; il Chrono4 caratteristico cronografo di casa Eberhard con i 4 contatori disposti sulla stessa linea, brevettato ed unico cronografo nella storia dell'orologeria; il Tazio Nuvolari, cronografo creato in memoria del celebre pilota e quindi pensato per un pubblico appassionato di automobilismo; il 8 Jours che garantisce una autonomia di otto giorni, grazie a un dispositivo di carica brevettato.